# Tell Your World EP
『Tell Your World EP』（テル ユア ワールド・イーピー）は、2012年3月14日にトイズファクトリーより発売された、livetuneのミニアルバムである。livetune名義では通算3枚目、トイズ移籍後初のアルバム。規格品番は、初回限定盤がTFCC-86378、通常盤がTFCC-86379。

## 概要
表題曲の「Tell Your World」は、2011年から行われた「Google Chrome グローバルキャンペーン」のCMソングとして制作された曲である。「Google Chrome: Hatsune Miku (初音ミク)」と題されたこのCMは、「Everyone, Creator あなたのウェブを、はじめよう。」をコンセプトに、初音ミクを媒介にした、生演奏、イラスト、CG、ダンス、コスプレなどの創作、クリエイター同士のつながりを描いているもので、CM用に書き下ろされた同曲は、音楽の作り方や届け方に起きている革命に焦点を当てている。同曲は、2012年1月18日よりiTunes Storeとレコチョクで先行配信され、iTunes Storeで総合1位を獲得、レコチョクで「アニメ/ゲーム・フル」デイリーランキングの1位を獲得している。
本アルバム『Tell Your World EP』は、「Tell Your World」に加え、「Far Away」、「Star Story」、「Fly Out」のロングバージョン、新曲「Half Step」と「ジュビリー」、PandaBoY、fu_mouによる「Tell Your World」のリミックスの計8曲を収録し、2012年3月14日にトイズより発売された。livetuneは2008年のデビューで大きく話題を集めたが、その後はkz名義でのプロデュース、別名義RE:NDZでのリミックス活動やDJ活動に専念しており、本作は2009年発売のリミックスアルバム『Re:MIKUS』以来のlivetune名義でのアルバムである。ジャケットイラストは、ファンタジスタ歌磨呂とmebaeによるコラボ。初回限定版はDVD付き。

## 収録曲
- 全作詞・作曲 - kz

### CD
1. Tell Your World
  - 『Google Chrome グローバルキャンペーン』CMソング
2. Far Away
  - ゲームソフト『初音ミク -Project DIVA-』提供曲
  - ショート版は「初音ミク -Project DIVA- Original Song Collection」に収録
3. Star Story
  - ゲームソフト『初音ミク -Project DIVA-』提供曲
  - ショート版は「初音ミク -Project DIVA- Original Song Collection」に収録
4. Half Step
5. Fly Out
6. ジュビリー
7. Tell Your World [PandaBoY Remix]
8. Tell Your World [open the scenery rmx by fu_mou]

### DVD
1. Tell Your World -Music clip-
2. Tell Your World -Trailer movie-

## 収録アルバム
- Tell Your World
  - 初音ミク 5thバースデー ベスト〜memories〜 (ドワンゴ・ミュージックエンタテインメント、ソニー・ミュージックダイレクト)
  - Re:Dial (トイズファクトリー)
  - HATSUNE MIKU 10th Anniversary Album 「Re:Start」 (ドワンゴ・ユーザーエンタテインメント)
- Fly Out
  - Re:Dial (トイズファクトリー)

## カバー
- Switch[メンバー 1] & 2wink[メンバー 2] - シングル『あんさんぶるスターズ!! COVER SONG SERIES vol.3』（2022年9月9日発売）に収録。初音ミク・鏡音リン・レンとのデュエット歌唱。

### ユニットメンバー
1. ↑  逆先夏目（野島健児）、青葉つむぎ（石川界人）、春川宙（山本和臣）
2. ↑  葵ひなた&葵ゆうた（斉藤壮馬）